# 條理化百科全書
《條理化百科全書》是法國出版商查理·約瑟夫·潘寇克和他的女兒特蕾莎·夏洛特·雅加斯、女婿亨利‧雅加斯，在1782年和1832年之間所出版的百科全書。全套共有206冊。由德尼·狄德罗與让·勒朗·达朗贝尔主編的《百科全书》重新修訂、擴展，不過條理化百科全書是根據學科領域排序的，而原著《百科全书》是根據字母來排列的。條理化百科全書的法文全名為。

## 發展過程
條理化百科全書被分拆成一個一個條目。每一個主題類別由獨立的纂寫員來負責收集有關的條目。當碰到有懷疑的條目時，會特別照顧。對某些條目，譬如空氣，同時牽涉到化學、物理學和醫藥時，會被分割成好幾個部份。每一冊都有自己的簡介、目錄、該套百科全書的歷史。另外，還有4冊的《通用辭彙》列出辭彙所有曾經出現的地方。
內容說明書在1782年被發布，提議三個版本，每個以250塊到300塊印版的七容量：
- 84冊;
- 43冊，每頁三欄;
- 53冊，大約100印板，每頁兩欄。

訂購款額定在：
- 672里弗尔（1782年3月15日到1782年7月）
- 751里弗尔（1782年8月－1783年3月）
- 888里弗尔（1783年4月以後）

一份西班牙內容說明書曾被送出之後，獲得了330個西班牙訂戶。訂戶對於預先付出總值150000里弗尔的巨額預付款不滿，導致潘寇克必須懇求作者盡快完成工作，並保證於1788年將部分內容付印，並在1792年完成所有出版工作。
整套百科全書中的一些題目，譬如建築學、工程學、狩獵、警察和比賽在內容說明書內被忽略了。新的部份被製成44份中，包含了51本字典和大約124冊。在1789年2月27日，獲得了允許，為分開的字典接受捐款。可是，在法國革命中，他們失去了二千個訂戶。
在1792年7月23日的第50次付印出版終於完成所有出版工作，包括七本詞典：jeux familiers和數學、物理、藝術裝飾、自然地理、chasses和pèches。完成了的18冊有：數學、比賽、外科学、古老和現代地理、歷史、神學、邏輯、語法、法學、財務、政治經濟學、商務、海洋、軍事科學、學院藝術、藝術和貿易，和百科全書。當中關於國家的三個部份包括了：
- 「革命的歷史」
- 「辯論」
- 「法律和旨令」

只有第二冊－「辯論」在1792年出現，共有804頁（Absens至Aurillac）。在1797年和1807年，分別在軍事科學和歷史加上補充。
1794年到1813年，出版的工作由潘寇克的女婿亨利·雅加斯負責。特蕾莎·夏洛特·雅加斯則繼續負責到1832年為止，當時剛好完成了第102次付印，共有166又1/2冊，總頁數為12萬4210頁。
當條理化百科全書完成的時候，它有一個很大的弱點。由於整個工作的關鍵和索引《通用辭彙》沒有出版，因此很難找到任何特定主題的所有相關文章。一個主題經常被細分在不同領域，又被其他增補和附錄補充。除了1844年至1875年在巴黎出版的米涅所著的共168冊、101本詞典和11萬9059頁的神學百科全書（Encyclopédie théologique）之外，大概沒有再出版過一本如此難以使用的字典。

## 翻譯版本
1806年的西班牙語版本有十冊：
- Historia natural, Vol. 1-2
- Grammatica, Vol. 1
- Arte militar, Vol. 1-2
- Geografia, Vol. 1-3
- Fabricas, Vol. 1-2
- Pplates, Vol. 1

## 外部連結
- 本条目包含来自公有领域出版物的文本: Chisholm, Hugh (编).  (第11版). London: Cambridge University Press. 1911.